# Louis Paultre des Épinettes
Louis Paultre des Épinettes est un homme politique français, né le 29 décembre 1747 à Gien et mort le 4 mai 1797 à Saint-Sauveur-en-Puisaye.

## Biographie
Il est député du Tiers état aux États généraux de 1789 du  bailliage de Sarreguemines.